# Mihaela Adelgundis Černic
Mihaela Černic, sestra Marija Adelgundis, slovenska slikarka in profesorica slikarstva ter likovne vzgoje, * 29. september 1913, Miren, † 28. avgust 2016, Gorica.

## Življenje in delo
Mihaela Adelgundis se je rodila 29. septembra 1913 v Mirnu kot peti otrok v družini očeta Avguština Černica, čevljarja, in matere Jožefe Batistič, dninarice. Po končani osnovni šoli v rojstnem kraju je 16. septembra 1928 vstopila v samostan sester notredamk (Istituto Nostra Signora) v Gorici, kjer je najprej tri leta obiskovala mestno šolo, nato pa še tri leta šolo za pripravo na redovniški poklic, deloma v Gorici, deloma v Ilirski Bistrici. Redovni novinciat je začela 27. avgusta 1934. Prve zaobljube je izrekla 28. avgusta 1935, večne pa 15. avgusta 1941. Že v mladosti je pokazala nadarjenost za likovno umetnost. Po prvih zaobljubah se je vpisala na likovno akademijo v Benetkah, kjer je leta 1943 diplomirala. Kasneje je izpopolnjevanje nadaljevala tudi v Rimu. Leta 1955 je opravila profesorski izpit in začela z večdesetletnim poučevanjem likovne vzgoje in slikarstva na srednjih šolah v Gorici. Veliko je poučevala tudi zasebno. Umetniško je ustvarjala neprekinjeno skozi vse življenje in upokojitev; še v visoki starosti je slikala ter intenzivno risala. Umrla je 28. avgusta 2016 v samostanu noterdamk Gorici, stara 102 leti. Za seboj je zapustila obsežen opus umetniških del.

## Umetniški slog in opus
Mihaela Adelgundis je že od otroštva imela veselje do risanja, v svoji dolgoletni karieri pa je razvila prepoznaven klasično-figurativni slog. Ostala je zvesta tradicionalni likovni upodobitvi in ni sledila modernističnim abstraktnim tokovom. Njena dela so večinoma realistična, zaznamovana z ljubeznijo do lepote narave. Najraje je ustvarjala motive narave, cvetlice, tihožitja ter upodabljala ptice in verske motive, zlasti podobe Device Marije, angelov in svetnikov. Bila je vsestranska umetnica, saj je slikala v različnih tehnikah: olja na platnu, tempera in akvarel, ustvarjala je tudi številne risbe, skice, arhitekturne osnutke in ilustracije. Preizkusila se je celo v izdelovanju reliefov. Njena bogata likovna dela krasijo mnoge cerkve, ustanove in zasebne domove na Goriškem in Tržaškem, pa tudi v Rimu in drugod. Med drugim je naslikala vrsto nabožnih motivov, ki še danes visijo v italijanskih cerkvah v Gorici, Trstu, Rimu.... Veliko njenih slik pa hrani samostan Notre Dame v Gorici. Tam krasijo samostanske prostore ali pa so jih sestre podarjale ob različnih priložnostih. Znana je tudi po upodobitvi Usmiljenega Jezusa v kapelici blizu njenega doma v Mirnu. Svoja dela je občasno prispevala tudi za publikacije. Naslovnico glasbene vinilne plošče Svetokriška mladina poje (1978) krasi njena slika župnijske cerkve v Sv. Križu pri Trstu.